# 만디프 길
만디프 길(Mandip Gill, 1988년 1월 5일 ~ )은 잉글랜드의 배우이다. 드라마 《홀리오크》에서 피비 역을 맡았으며, 《닥터 후》에서 13대 닥터의 컴패니언 야스민 역으로 캐스팅되었다.